# Sean Davis (Fußballspieler, 1979)
Sean Davis (* 20. September 1979 in Clapham, London) ist ein ehemaliger englischer Fußballspieler.

## Karriere
In seiner Jugendzeit spielte Sean Davis beim FC Fulham, ehe er im Oktober 1996 beim 3:0-Heimsieg seines Vereins gegen Cambridge United in der viertklassigen Third Division sein Debüt gab. Davis war zu diesem Zeitpunkt erst 17 Jahre alt. Auf seinen nächsten Einsatz musste das Talent dann aber bis zur Saison 1998/99 warten, wo er einige Spiele absolvierte. Seinen Durchbruch schaffte er ein Jahr später, als er zum Stammspieler wurde und mit dem FC Fulham den neunten Platz in der zweiten Liga erreichte.
In der darauffolgenden Saison schaffte Davis mit Fulham den Aufstieg und konnte sich in der Spielzeit 2002/03 in der Premier League etablieren. Danach wurde er sogar in die englische Nationalmannschaft berufen, wurde gegen Australien allerdings nicht eingesetzt. Im Sommer 2004 wechselte er innerhalb Londons zu Tottenham Hotspur, wo er sich aber nicht durchsetzen konnte. Im Januar 2006 nutzte deshalb der FC Portsmouth die Chance und verpflichtete Sean Davis. Der Mittelfeldspieler hatte dort großen Anteil am Klassenerhalt im Jahr 2006 und der erfolgreichen Spielzeit 2006/07.
Von Juli 2009 bis zum Ende der Saison 2011/12 war Davis bei den Bolton Wanderers aktiv.